# Оринодоры
Оринодоры — деревня в Верховажском районе Вологодской области.
Входит в состав Сибирского сельского поселения, с точки зрения административно-территориального деления — в Сибирский сельсовет.
Расстояние по автодороге до районного центра Верховажья — 57 км, до центра муниципального образования Елисеевской — 15,5 км. Ближайшие населённые пункты — Студенцово, Рогна.
По данным переписи в 2002 году постоянного населения не было.